# Itterburg
Die Itterburg ist die frei zugängliche Ruine einer Höhenburg auf einem langgestreckten 375 m ü. NHN hohen Berggrat nördlich oberhalb von Thalitter, einem Ortsteil der hessischen Gemeinde Vöhl im Landkreis Waldeck-Frankenberg. Sie ist eine der drei so genannten Itterburgen, zu denen noch die Steuerburg und die Obere Burg gehören.

## Geschichte
Im Jahr 793 wurde der „Haupthof Ittera“ im Ittergau erstmals urkundlich genannt. Wohl an gleicher Stelle errichteten die Herren von Itter im 11. Jahrhundert die Itterburg. Sie wird im Jahr 1126 erstmals urkundlich genannt, als die Schwestern Riclind und Frederun von Itter, Nichten und Erbinnen des 1123 verstorbenen Folkmar von Itter, die von ihm geerbten allodialen Teile der Herrschaft Itter dem Abt Erkenbert von Corvey zu Lehen auftrugen. Um 1190 erwarb Erzbischof Philipp I. die Burg mit 200 Hufen von Wittekind II. von Schwalenberg für 200 Mark für das Kölner Erzstift. Die Herren von Itter behaupteten sich in der Folge zwischen ihren weitaus mächtigeren Nachbarn, indem sie sich in mehrfacher Weise in deren Abhängigkeit und damit auch deren Schutz begaben. So öffnete bereits Heinrich III. von Itter die Itterburg dem hessischen Landgrafen Heinrich I. und erhielt sie von diesem als Burglehen zurück. Heinemann III. von Itter gestattete 1342 dem Erzbischof Heinrich III. von Mainz und dessen Nachfolgern die Öffnung der Burg gegen alle Feinde des Erzstiftes, ausgenommen den Landgrafen Heinrich II.
Der letzte auf der Burg lebende Herr von Itter, Heinemann III. († 1356), soll dort von einem seiner Verwandten erstochen worden sein – was zwar von alten Geschichtsschreibern behauptet wurde, urkundlich allerdings nicht belegt ist.
Zu diesem Zeitpunkt gehörten zur Herrschaft Itter folgende Orte: Dorfitter, Thalitter, Obernburg, Hof Lauterbach, Oberwerba, Vöhl, Basdorf, Asel, Marienhagen, Herzhausen, Harbshausen, Kirchlotheim, Schmittlotheim, Altenlotheim, Ederbringhausen, Niederorke, Oberorke und Buchenberg.
Nach dem Tod Heinemanns III. nahmen das Erzstift Mainz und die Landgrafschaft Hessen im Jahre 1357 gemeinsam seinen, den weitaus größeren, Teil der Herrschaft Itter in Besitz und zahlten seiner Witwe Margarethe dafür jeweils 900 Mark lötiges Silber. 1359 verpfändete Mainz seinen Teil der Herrschaft an den Grafen Otto II. von Waldeck, der diese 1381 an Thile Wolff von Gudenberg weiter verpfändete. 1383 verpfändeten auch die hessischen Landgrafen ihren Teil an Thile, womit die Burg und nahezu die gesamte Herrschaft Itter in seinen Pfandbesitz kamen. Thile verlegte danach seine Residenz nach Vöhl, wo er südlich des Dorfes eine Burg errichten ließ, aus der später das Schloss Vöhl wurde.
1542 lösten die Waldecker, 1562 schließlich auch die Landgrafen von Hessen ihr Pfand ein. 1567 kam die Herrschaft Itter mit der Itterburg bei der Teilung der Landgrafschaft Hessen unter den Söhnen Philipps I. an Philipp II. von Hessen-Rheinfels. Nach dessen Tod im Jahre 1583 kamen die Herrschaft Itter und die inzwischen ungenutzte Burg an seinen Bruder Ludwig IV. von Hessen-Marburg, der in der Folge durch Kauf auch die bisher nicht landgräflichen Teile der Herrschaft Itter erwarb.
Die Burg verfiel bereits ab der Mitte des 15. Jahrhunderts, nachdem die Wolff von Gudenberg zu Itter ihren Sitz nach Vöhl verlegt hatten, und wurde im Dreißigjährigen Krieg vollends zerstört. Georg III. (1632–1676), der zweite Sohn des Landgrafen Georg II. von Hessen-Darmstadt, erhielt nach dem Tod seines Vaters im Jahre 1661 die einstige Herrschaft Itter als Paragium. Er residierte auf dem Hof Lauterbach nördlich von Vöhl und im Schloss Vöhl und wollte auch die Itterburg zur Residenz ausbauen, starb aber bereits vor Ende der Arbeiten. Die Burgreste kamen 1715 durch Schenkung von Landgraf Ernst Ludwig in den Privatbesitz des Berginspektors Ludwig Balthasar Müller in Thalitter.
1815 kaufte der 1809 abgesetzte und in der Schweiz lebende ehemalige König von Schweden, Gustav IV. Adolf, die Ruine und nannte sich nunmehr zeitweise Herr oder auch Graf von Itterburg. Sein Sohn, der österreichische Feldmarschallleutnant Gustav Prinz von Wasa, war ab 1837 Eigentümer der Ruine. Ab 1820 wurden umfangreiche Grabungen durchgeführt und die verbliebene Bausubstanz wieder freigelegt. 1951 kaufte die Gemeinde Vöhl das Burggelände für 18.000 DM.

## Anlage
Die Itterburg war eine Kastellburg mit quadratischem Grundriss innerhalb eines ovalen Zwingers. Der vermutliche Bergfried-Wohnturm hatte eine Grundfläche von 11 × 11 Meter und eine Mauerstärke von 2 Meter. Das Gesamtareal beträgt etwa 8 ha. Erhalten sind heute erhebliche Mauerreste des Wohnturms.

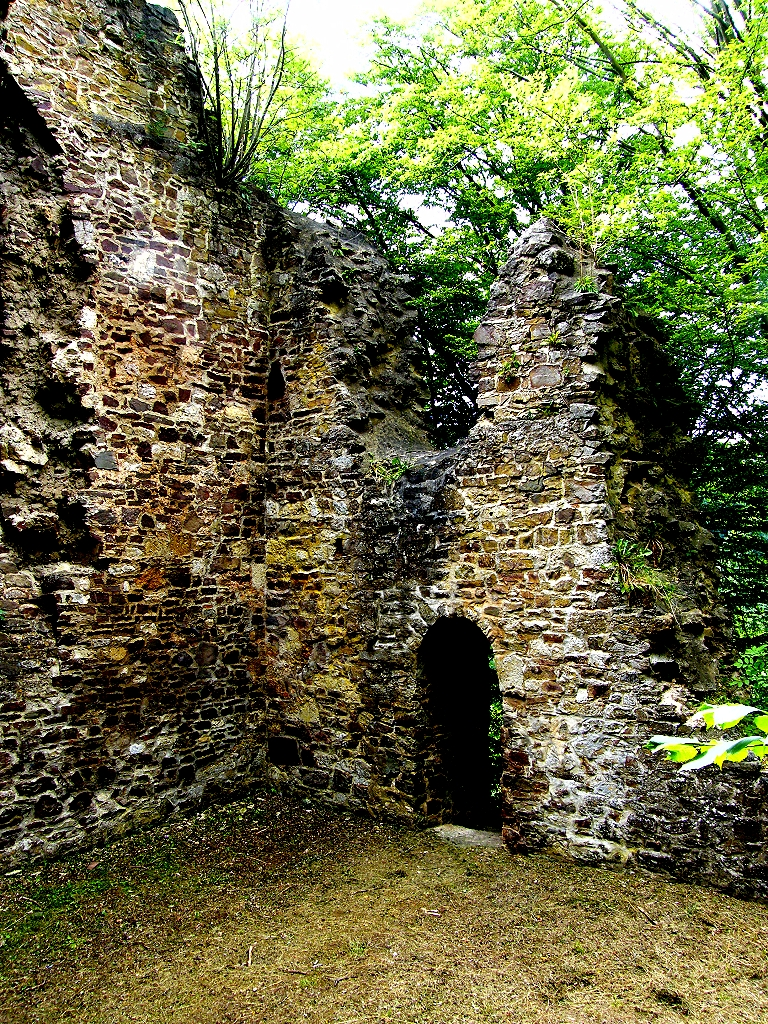
Wohnturmreste
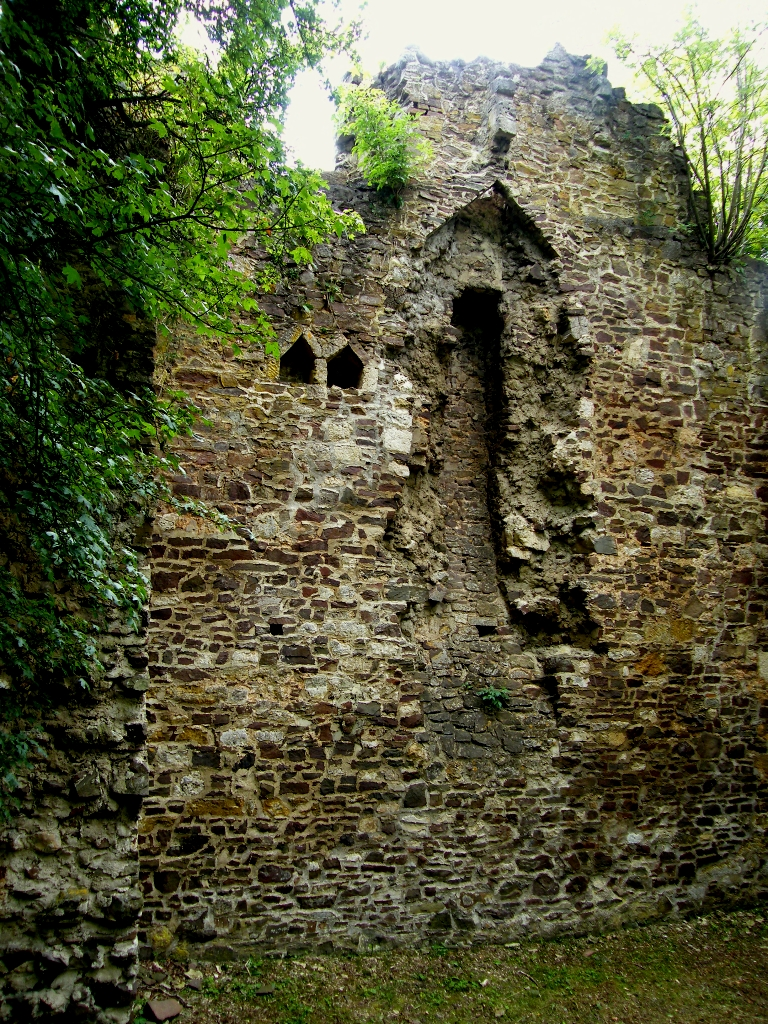
Wohnturmreste
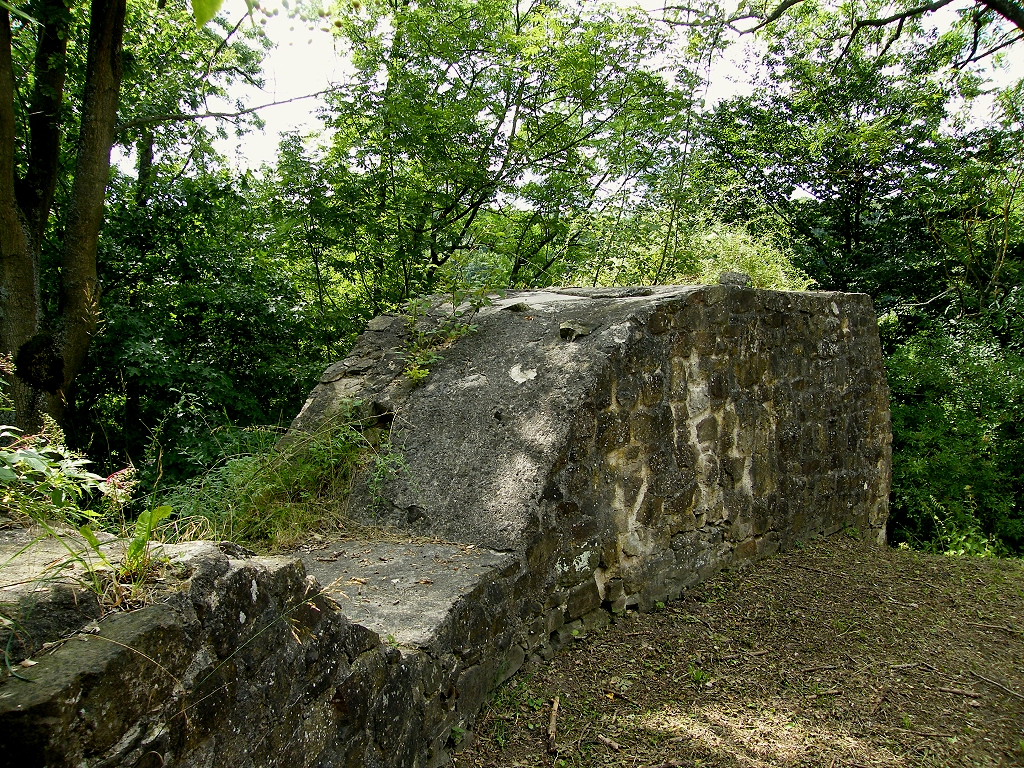
Burgmauer
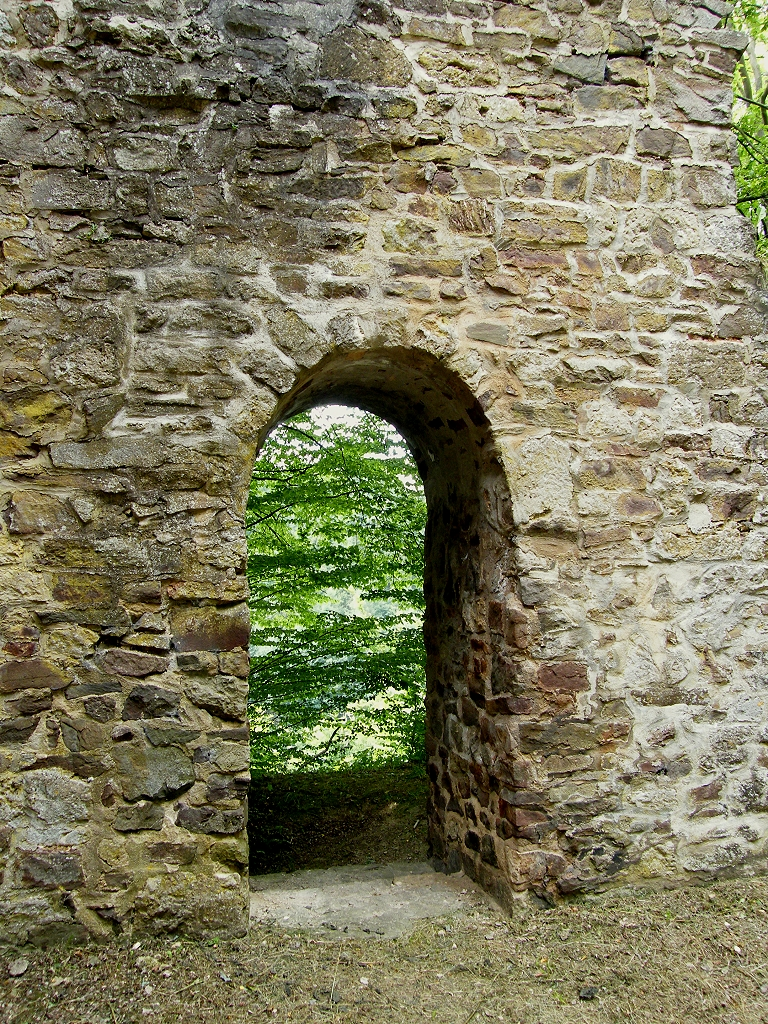
Heutiges Eingangstor zum Wohnturm
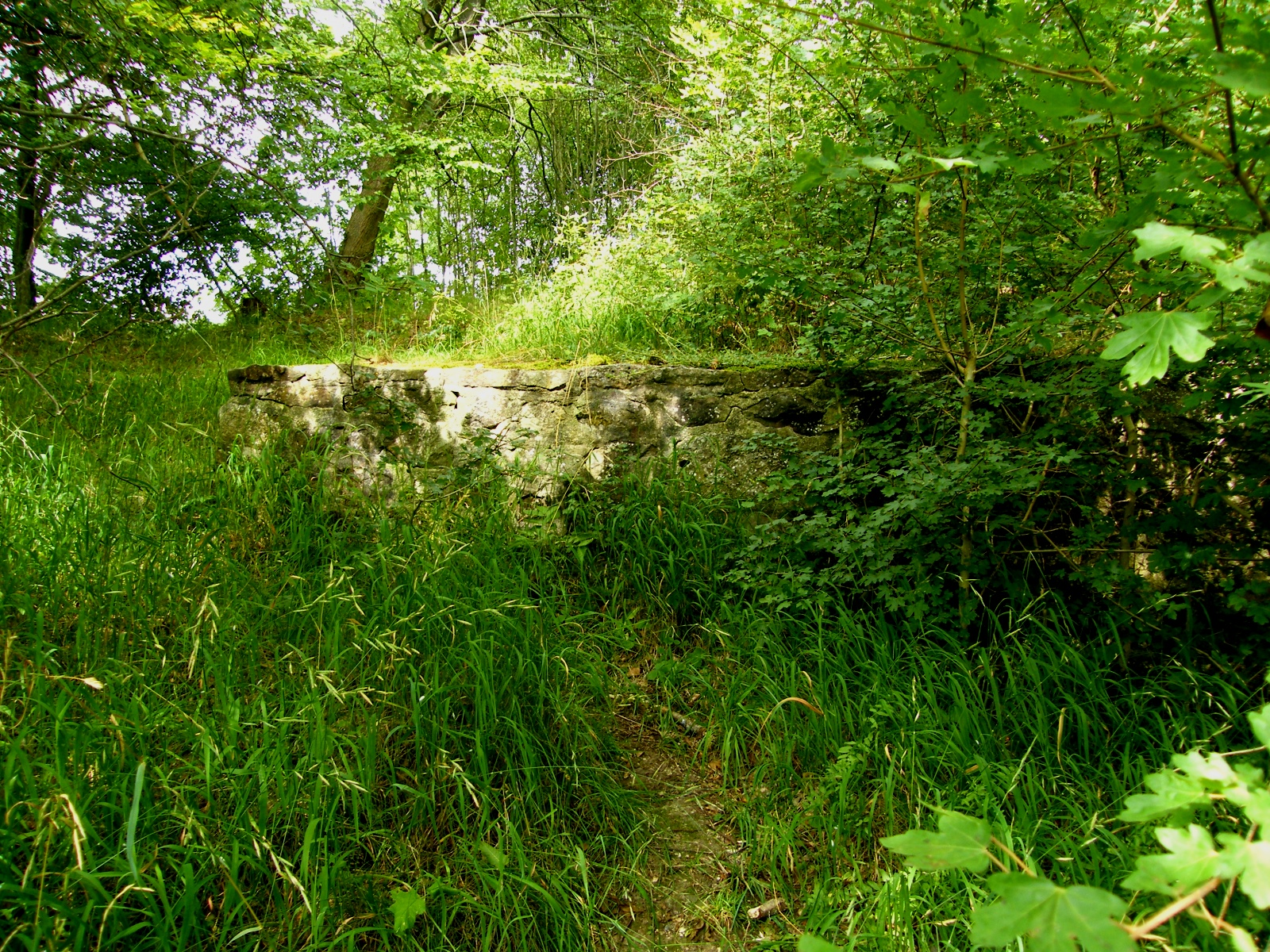
Obere Grundmauer
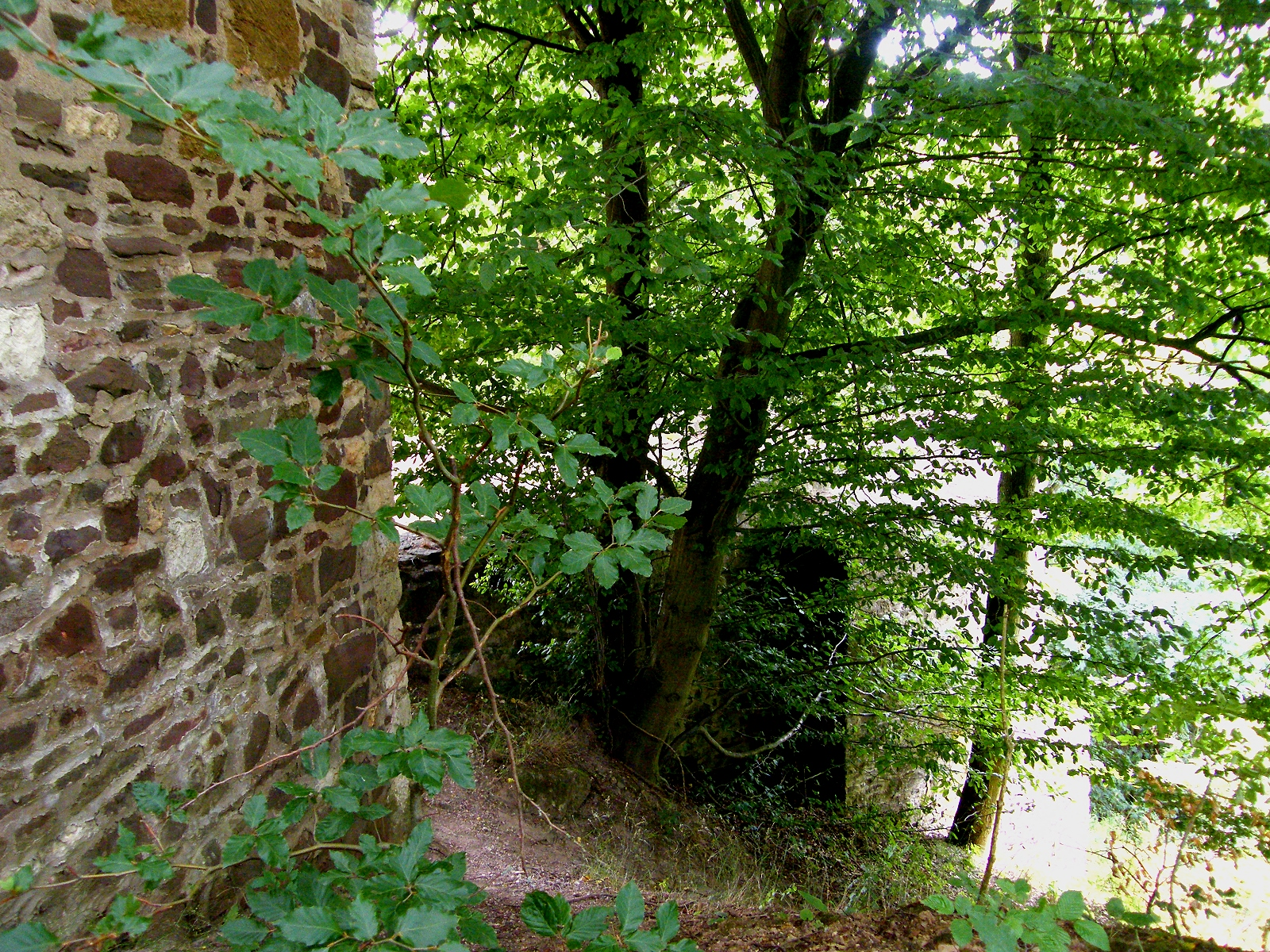
Burgmauer